# 一関藩
一関藩（いちのせきはん）は、江戸時代の藩の一つ。陸奥磐井郡一関（現在の岩手県一関市）に藩主居館を置いた。石高は3万石。この地に陣屋を置いた大名家は、いずれも仙台藩伊達家の内分分知の分家に当たる一関伊達家と田村家の2家である。前者は11年で改易・廃藩となったが、後者は180年余り続いて明治維新を迎えた。以下、後者の田村家一関藩を主として記述する。

## 藩史

### 前史：伊達政宗の時代
江戸幕府が開幕されて伊達政宗が初代仙台藩主になると、一関は仙台藩領となり、慶長9年（1604年）から政宗の叔父である留守政景、政景が慶長12年（1607年）に死去した後は息子の宗利によって統治された。元和2年（1616年）からは仙台藩蔵入地となる。
茂庭綱元は天正19年（1591年）柴田郡沼部村から西磐井赤荻に所替。統治地域は西岩井のうち五串、山目、中里、平泉・中尊寺・達谷・戸河内、赤荻。慶長8年（1603年）志田郡松山に所替。

### 伊達宗勝の時代
寛永18年（1641年）からは政宗の十男で仙台藩第2代藩主忠宗の異母弟の宗勝の領地となる。万治3年（1660年）に、宗勝は3万石の分知を受けてこの地に陣屋を置き、仙台藩の内分分知大名としての一関藩が正式に立藩した。ただし、宗勝の所領は後代の田村家と同じ3万石だが、領域は多少異なっていた。
この2年前、(1658年（万治元年）)に忠宗は死去し、嫡男の綱宗が跡を継いで第3代藩主となるも、綱宗は不行跡を理由に、一関藩が成立した年に逼塞を命じられていた。このため、綱宗の隠居により2歳で藩主となった綱村の後見役として、大叔父の宗勝、叔父の田村宗良（忠宗の三男）が選ばれて後見政治が行なわれた。ところが、幼君の下で藩内で政権をめぐる家老（奥山常辰と茂庭定元）の抗争が起こり、さらに後見である宗勝と宗良の間にも確執が起こるなど、伊達騒動（寛文事件）の下地となる対立が出来上がっていく。
仙台藩の主導権は宗勝の下にあり、宗勝は自らの専断に反対する派閥を徹底して弾圧した。このため、寛文11年（1671年）に伊達一門の伊達宗重が、所領境界問題の裁定を不満として宗勝の専断や不正を幕府に訴えて受理されたことにより、伊達騒動が発生する。この騒動は、家老の原田宗輔が宗重に斬りかかって斬殺したことから宗勝一派が逆臣として一掃、失脚した。宗勝は罪人として土佐藩にお預けとなり、延宝7年（1679年）に死去した。息子の宗興や孫の千之助もお預けとなり、後に死亡したことにより宗勝家は断絶した。一関藩は改易となり、その領地は仙台藩に収公されて家臣も仙台藩に帰属した。

### 田村家の時代
延宝9年（1681年）3月に陸奥岩沼より田村建顕（宗永）が移封され、5月2日（5月3日とも）に入封したことにより、再び一関藩が立藩した。
そもそも田村家は三春（現在の福島県田村郡）に根を張る戦国大名であったが、田村清顕の時に娘愛姫（陽徳院）を伊達政宗の正室に配することで蘆名家や相馬家と対抗した。しかし清顕が死去すると、田村家は伊達派と相馬派に分裂して抗争し、やがて伊達家に属した。天正18年（1590年）の豊臣秀吉による奥州仕置において、政宗は惣無事令違反の咎で蘆名領などを没収されたが、田村郡のみは舅の清顕の所領であったことを理由に秀吉に請うて認められ、伊達領として編入した。このため田村家は改易となり、清顕の甥宗顕は旧領復帰のために政宗と対立して蒲生氏郷を頼り、さらに秀吉に訴えようとしたがその中途で病死し、田村家は断絶した。
愛姫は実家が断絶したことを嘆き、政宗やその間に生まれた息子の忠宗にたびたび田村家の再興を懇請した。愛姫は忠宗の三男で自らの孫である宗良を田村家の後継に望んだ。愛姫は承応2年（1653年）に86歳で没したが、忠宗は同年にその遺言を容れて、宗良に田村家を継承させた。宗良は名取郡で岩沼藩3万石を立藩し、伊達宗勝と共に伊達綱村の後見役となっていたが、宗勝との叔父・甥の関係から確執、宗良の温厚な性格と病弱、宗勝の才気煥発と強引な性格により、伊達騒動では主導権を宗勝に握られていた。
建顕は宗良の子であり、外様大名ながら奥詰として将軍徳川綱吉の側近として仕えた。 一関藩主となった建顕は、松の廊下で刃傷事件を起こした赤穂藩主浅野長矩を預かり、江戸上屋敷（藩邸）内で切腹させたことでも知られる（詳しくは赤穂事件、田村建顕など参照）。
また田村通顕は、桜田門外の変でも水戸浪士のうち無傷だった森山繁之介を趣意書と共に預かったが、しばらくして足利藩・戸田家へ移された。
明治元年（1868年）の戊辰戦争では、仙台藩に従い奥羽列藩同盟に参加、後に仙台藩とともに明治政府へ降伏した。戊辰戦争後の明治2年（1869年）、3千石の削減の上で藩主の実弟田村崇顕に家督相続を許されたが、同年4月に版籍奉還した。崇顕は一関藩知事に任じられたものの、明治4年（1871年）の廃藩置県によって一関藩は廃され、一関県が置かれた。

## 居城・居館
- 一関城（一城令以降は一関要害と称す）
  - 伊達氏時代。絵図には「御殿」の名称で二層の天守代わりの櫓が描かれている[13]。
- 一関陣屋
  - 田村氏入部以降。西端の磐井川と東端の吸川との間につくられ、中心は釣山の北麓に藩主居館（現町名・城内）があった。

### 現存建物

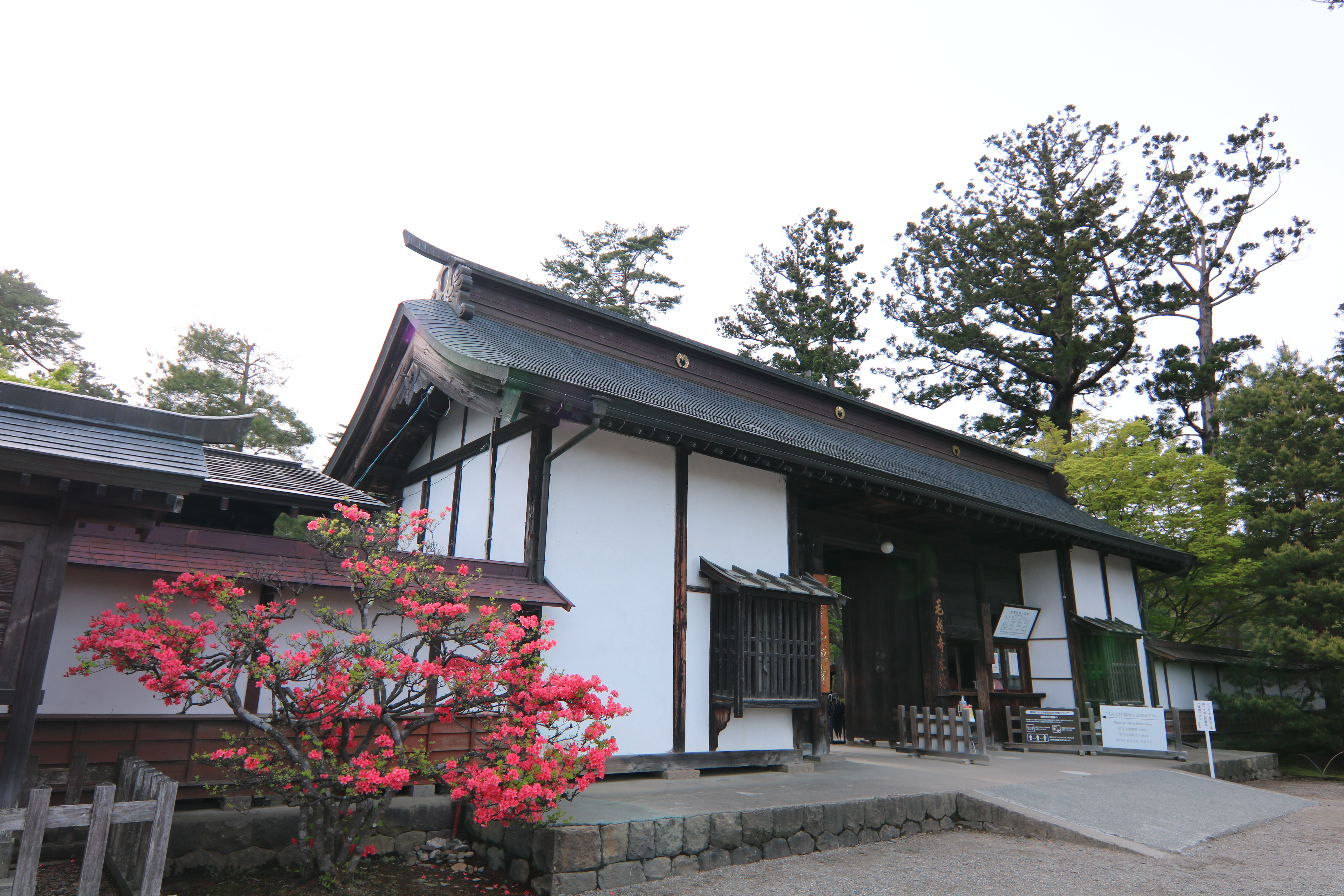
一関陣屋大手門(毛越寺山門)

- 一関陣屋大手門(毛越寺山門)一関陣屋の大手門が、平泉町の毛越寺の正門として移築され現存している。

### 遺構・復元建物
- 藩主の居館（陣屋址）を見下ろす釣山は、現在「釣山公園」として、石と木の階段のある急な坂の中腹から磐井川を望める。
- 太鼓櫓（復元） - 田村健顕が陣屋裏門の一角に建てた櫓を復元したもの（実物は市内の長昌寺に保存）[14]
- 田村神社 - 坂上田村麻呂（近衛少将・越後介から（史上二代）征夷大将軍、田村氏は坂上田村麻呂の末裔と伝承されている）を祀る。釣山公園内の千畳敷に遷座。

## 藩邸・菩提寺
- 上屋敷：愛宕ノ下大名小路（現在の新橋四丁目新虎通り（環二通り）南側）[15]
  - 藩邸跡から50mほど離れた場所の日比谷通りの新橋四丁目交差点脇の東側歩道に、切腹した浅野長矩を偲ぶ「浅野内匠頭終焉之地」の石碑が21世紀に設置されている[16]。
  - 田村家では、長矩が収容された座敷のふすまを釘付けにする、また庭先で筵の上で切腹させる、介錯に使おうと田村家伝来の由緒ある刀を家臣が持ち出してきたので藩主が激怒した、切腹した場所には今後誰も近づかないよう藩士に厳命した[17]など、非常に対応が悪かった記録が残るが[18]、それでも田村家の菩提寺である祥雲寺の裏山には浅野長矩の供養塔がある[19]（戦後になって江戸の藩邸跡に建てられた切腹した場所を示す記念碑は撤去されている[20] ）。
  - なお田村家自体は、勅使饗応役を立派に勤め上げている[21]。
- 中屋敷：愛宕ノ下田村小路（現在の西新橋二丁目）
- 下屋敷：青山百人町（現在の北青山三丁目）
- また、伊達宗勝の菩提寺は願成寺である。

## 特徴
田村氏一関藩は、将軍から伊達家に代々発給される判物と領地目録に、62万石のうち3万石を田村家に与えることが明記され、分知されて成立した藩である。そのため将軍の直臣として扱われ、幕府から直接の指示を受けた。初代藩主建顕の代に外様の小藩でありながら奥詰・奏者番という要職に就いたのは、幕府から直接指示を受ける外様の小藩という立場が、5代将軍徳川綱吉の権力集中のため譜代を抑圧して小藩を取り立てるという政策に合致したためである。建顕以後は幕府中枢に関わる役目に就くことはなかったが、勅使御馳走役を始めとする譜代衆同様の役目に就いた。

## 仙台藩との関係
一関藩は、将軍家から直接領地朱印状や領地判物を交付されておらず、幕府から仙台藩への領地判物に内分するものとして記載されているに過ぎなかった。上述のように譜代並の役目を務めた一関藩であるが、それゆえに仙台藩から独立への牽制を常に受けていた。
仙台藩の干渉の始まりは、大名取立から間もない寛文2年（1662年10月）にあり、「領内仕置六ヶ条」により、領内での仙台藩以外の制札が禁止された。これにより、自主的な法令を公布することが不可能になり、仙台藩の基本方針を踏襲することを強制される。また、一関所替後の所領は北上川に二分されていたが、二分された一関藩領の間には仙台藩領の村落が10余村あり、一関藩は政治と経済ともに仙台藩の影響下に置かれた。藩職に仙台留守居役が設置され、須原屋武鑑でも仙台藩の支藩扱いであった。
以上のように仙台藩との従属的関係があった一方、大名級の知行地を持つ仙台藩内の一門衆や新田分知と異なり、独自の家臣団と徴税機構を有し、年貢米などの直接徴収が可能だったという点では比較的自立していた。
一関出身の大槻家は仙台藩の藩校、養賢堂の学頭を勤めるなど、「仙台藩の頭脳」として活躍した。
明治維新の際の戊辰戦争では、養賢堂の学頭、大槻磐渓が藩論を指導し、仙台藩ともに一関藩は奥羽越列藩同盟（北部政府）に参加し、明治新政府と戦った。新朝廷を創設する動きまであったが、敗戦により「東武朝廷」の誕生は成らなかった。
1869年(明治2年)8月15日より、一関藩は仙台藩が北方警備のため陣屋を建設していた北海道胆振国白老郡（現・白老町）の支配を命ぜられ、陣屋を壊し、新たに役所等を建築、廃藩置県まで支配地とした。
なお、田村建顕は丹波国発祥の田村氏である江戸幕府奥医師田村安栖家の分家から誠顕を迎えているが、以降は伊達家の血縁者が藩主家を継いでいる。

## 支配体制
家老 - 元〆 - 郡代 - 代官 - 大肝入 - 肝入（検断(町場)） - 五人組頭／高組頭
支配は西磐井、流、東山の三地区に代官を置き、各代官ごとに一人の大肝入、村ごとに村役人として肝入が置かれた。
村は五人組に分かれ、肝入が組頭を管理した。また、五人組とは別に徴税のために高組が組織され、高組頭が置かれ、これも肝入が管理した。
町方には、検断が置かれ徴税などの業務を行った。

## 財政
父・田村宗良の跡を継いだ建顕が岩沼から一関に所替した時点で、すでに24万5千両の借財があった。原因は、岩沼地方時代に阿武隈川の連年にわたる洪水（参勤交代もままならなくなったため、一関への所替の理由となった）による減収と、宗良が病身を理由に江戸へ常駐したための経費増にあった。一関に移ってからも財政は好転せず、幕府勤務と参勤交代を果たすために仙台藩からの援助が毎回2千両から3千両必要だった。

### 年貢
年貢率は江戸前期で四公六民、後期で五公五民であった。他に畑作の大豆による現物納もあった。

### 財政再建の障害
まず一般的に考えられる農民への増税は、一関藩の場合は不可能だった。前述のとおり、一関藩は仙台藩の基本方針に従わねばならず、増税もまた一存では行われなかった。特に寛政9年（1797年）には仙台藩において大規模一揆が発生し、一揆の再発を防ぐために仙台藩の締め付けはますます厳しいものとなった。残された収入増の方法として、裕福な百姓と町人からの寄付、御用金と、仙台藩からの財政援助がたびたびあったが、根本的な財政難の解消には至らなかった。

### 諸経費の節減
収入増を望めない一関藩が主に取り組んだ財政再建策は、諸経費節減であった。一関藩は俸禄制をとり、四ツ物成（四公六民）で年貢米その他の諸税を徴収した現米を、藩から家臣団に支給した。一関藩は宝永7年（1710年）から減俸を34回実施し、削減額も財政難を反映して、1年限りながら3分の2減が5回、半減が12回に上った。特に天保の大飢饉における財政難は深刻を極め、俸禄制すら維持できず、禄の高下を無視して成人1人あたり1日4合と限った米を人数分だけ支給する面扶持制を、天保3年から5年、天保7年から10年にかけて実施した。当然ながら、面扶持制においては家格の高い家臣ほど減給率が高くなるため不満が高まり、藩政批判を仙台藩や幕府に訴えた20名もの家臣が処罰された。

## 藩校

### 藩校「教成館」
- 1783年（天明3年）- 広小路御舟蔵南方に開校。漢学（儒学）を教授した。
- 1818年（文政元年）- 大手門内に移転。
- 1862年（文久2年）- 武館を増設し、「文武館」と改称。国学、算学、兵学を教授した。

### 医学校「慎済館」
- 1845年（弘化2年）- 吸川小路に開校。

## 文化
一関藩は蘭学において優れた人材を数多く輩出した。2代目建部清庵と始めとして、3代目建部清庵、大槻玄沢、佐々木中沢らがおり、東北では米沢に続き3例の人体解剖が一関藩医・菊池崇徳らによって行われた。また、藩政後期においては関流和算が浸透し、読み書き算盤の武士だけではなく、むしろ農民中心に発達した。これは和算をわかりやすく解説した『算法新書』（1830年）の編者、和算家千葉胤秀が一関の中農出身であり、算術師範となって農民に和算を普及させたためである。
また、農民の間でも既に判子（印鑑）が日常的に使用されていた。
財政難の中で文化が発達した理由として、初代から学を好む藩主が続いたことと、小藩であるがゆえに学者、医者の影響力がより大きかったことが挙げられる。しかし、幕末になるにつれ保守反動の傾向が強まり、蘭学者は十分な活動をすることが許されず、和算も明治維新後の新しい経済体制においては主導権を握れないまま、やがて洋算にとって代わられることになった。

## 歴代藩主

### 伊達家
| 代 | 氏名                   | 官位              | 在職期間                           | 享年 | 備考                 |
| -- | ---------------------- | ----------------- | ---------------------------------- | ---- | -------------------- |
| 1  | 伊達宗勝 だて むねかつ | 従四位下 兵部小輔 | 万治3年 - 寛文11年 1660年 - 1671年 | 59   | 伊達騒動により改易。 |

### 田村家
| 代 | 氏名                     | 官位              | 在職期間                            | 享年 | 備考                                                                                     |
| -- | ------------------------ | ----------------- | ----------------------------------- | ---- | ---------------------------------------------------------------------------------------- |
| 1  | 田村建顕 たむら たつあき | 従五位下 右京大夫 | 延宝9年 - 宝永5年 1681年 - 1708年   | 53   |                                                                                          |
| 2  | 田村誠顕 たむら のぶあき | 従五位下 下総守   | 宝永5年 - 享保12年 1708年 - 1727年  | 58   | 実父は旗本の田村顕当。 元禄9年（1696年）に前藩主建顕の養嗣子となる。                     |
| 3  | 田村村顕 たむら むらあき | 従五位下 隠岐守   | 享保12年 - 宝暦5年 1727年 - 1755年  | 49   | 実父は宇和島藩3代藩主の伊達宗贇。 享保11年（1726年）に前藩主誠顕の養子となる。           |
| 4  | 田村村隆 たむら むらたか | 従五位下 下総守   | 宝暦5年 - 天明2年 1755年 - 1782年   | 46   | 実父は仙台藩5代藩主の伊達吉村。 宝暦2年（1752年）に前藩主村顕の養子となる。              |
| 5  | 田村村資 たむら むらすけ | 従五位下 左京大夫 | 天明2年 - 寛政10年 1782年 - 1798年  | 46   | 実父は登米伊達氏9代当主の伊達村良。 安永7年（1778年）に前藩主村隆の養子となる。          |
| 6  | 田村宗顕 たむら むねあき | 従五位下 右京大夫 | 寛政10年 - 文政10年 1798年 - 1827年 | 44   | 実父は仙台藩重臣の中村村由（後の堀田正敦）。 寛政5年（1793年）に前藩主村資の養子となる。 |
| 7  | 田村邦顕 たむら くにあき | 従五位下 左京大夫 | 文政11年 - 天保11年 1828年 - 1840年 | 25   |                                                                                          |
| 8  | 田村邦行 たむら くにゆき | 従五位下 右京大夫 | 天保11年 - 安政4年 1840年 - 1857年  | 38   | 前藩主邦顕の異母弟。                                                                     |
| 9  | 田村通顕 たむら ゆきあき | ―                 | 安政4年 - 文久3年 1857年 - 1863年   | 18   | 仙台藩主伊達慶邦の養嗣子に迎えられ、家督を譲る。                                         |
| 10 | 田村邦栄 たむら くによし | 従五位下 右京大夫 | 文久3年 - 明治元年 1863年 - 1868年  | 36   | 実父は角田石川氏13代当主の石川義光。 文久3年（1863年）に前藩主通顕の養子となる。         |
| 11 | 田村崇顕 たむら たかあき | 従五位下 右京大夫 | 明治元年 - 明治4年 1868年 - 1871年  | 65   | 前藩主邦栄の同母弟。                                                                     |

## 藩領
- 磐井郡西岩井（11ヵ村）：一関村、二関村、三関村、牧沢村、鬼死骸村、滝沢村、弧禅寺村、達古袋村、市野々村、上黒沢村、下黒沢村
- 磐井郡流（13ヵ村）：金沢村、清水村、金森村、中村、上油田村、下油田村、蝦島村、涌津村、男沢村、峠村、日形村、富沢村、楊生村
- 磐井郡東山（11ヵ村）：徳田村、南小梨村、北小梨村、清水馬場村、金田村、熊田倉村、上奥玉村、中奥玉村、下奥玉村、寺沢村、摺沢村
- 栗原郡（2ヵ村）：有壁村、片馬合村

### 幕末の領地
- 陸奥国（陸中国）
  - 磐井郡のうち - 11村

明治維新後に磐井郡19村（旧仙台藩領、沼田藩取締地）、胆振国白老郡が加わった。